# Tríade catalítica

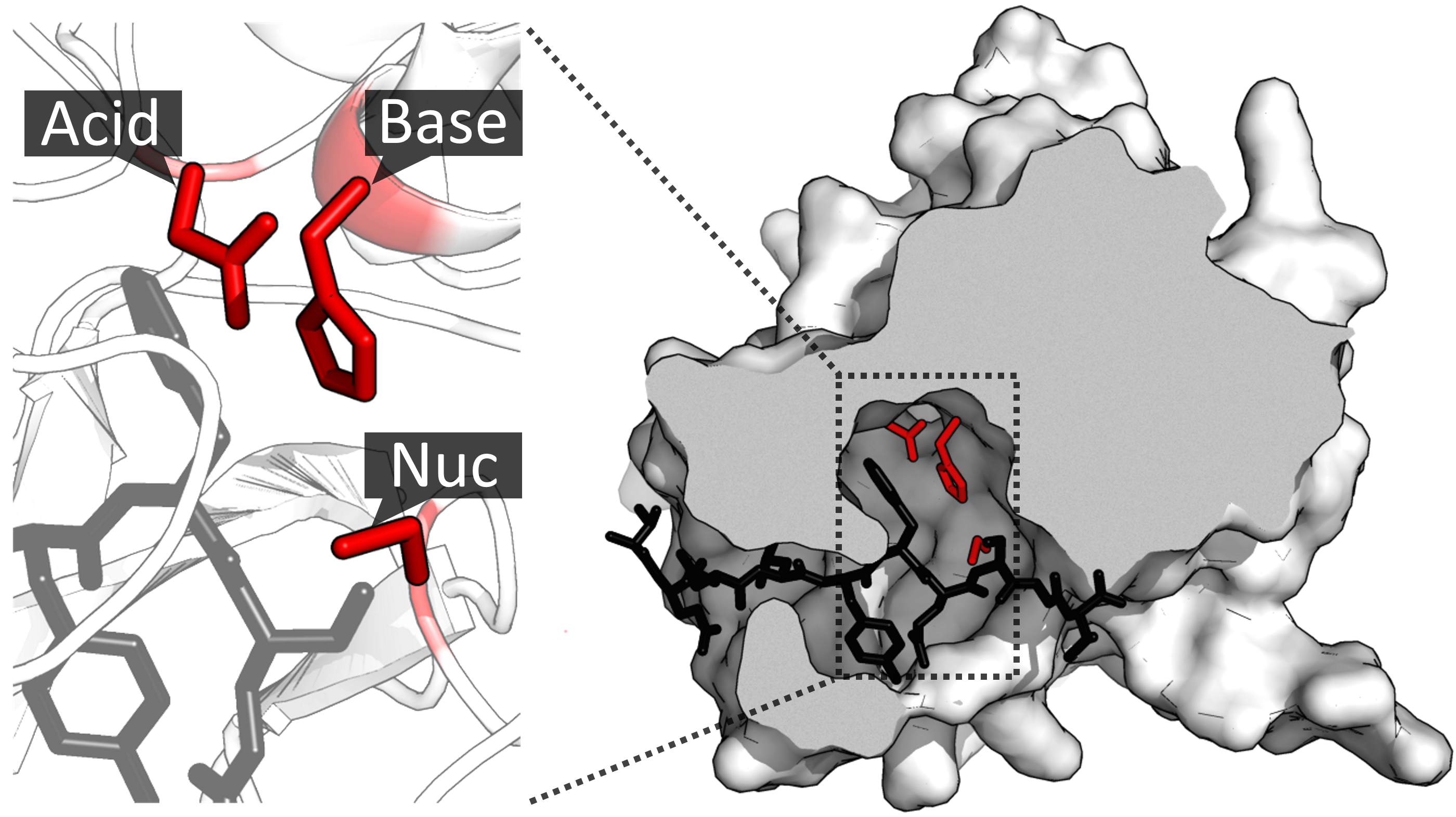
A enzima TEV protease contém um exemplo de uma tríade catalítica de resíduos (vermelho) em seu sítio ativo. A tríade consiste em um aspartato (ácido), histidina (base) e serina (nucleófilo). O substrato (preto) é limitado pelo local de ligação para orientá-lo próximo à tríade

Uma tríade catalítica é um conjunto de três aminoácidos coordenados que podem ser encontrados no sítio ativo de algumas enzimas. As tríades catalíticas são mais comumente encontradas nas enzimas hidrolase e transferase (por exemplo, proteases, amidases, esterases, acilases, lipases e β-lactamases). Uma tríade ácido-base-nucleófilo é um motivo comum para gerar um resíduo nucleofílico para catálise covalente. Os resíduos formam uma rede de relé de carga para polarizar e ativar o nucleófilo, que ataca o substrato, formando um intermediário covalente que é então hidrolisado para liberar o produto e regenerar a enzima livre. O nucleófilo é mais comumente um aminoácido serina ou cisteína, mas ocasionalmente treonina ou mesmo selenocisteína. A estrutura terciária da enzima reúne os resíduos da tríade em uma orientação precisa, mesmo que eles possam estar distantes na sequência (estrutura primária).
Bem como a evolução divergente da função (e até mesmo o nucleófilo da tríade), as tríades catalíticas mostram alguns dos melhores exemplos de evolução convergente. Restrições químicas na catálise levaram à mesma solução catalítica evoluindo independentemente em pelo menos 23 superfamílias separadas. Seu mecanismo de ação é, conseqüentemente, um dos mais bem estudados em bioquímica.